# 右巻き、左巻き
右巻き（みぎまき）、左巻き（ひだりまき）とは、巻き方、正確には「巻きの方向が右か左か」を表す。しかし、この直観的な定義は、実際には曖昧さを含み、混乱の元となる場合もある。
この項では混乱を避ける事に留意しながら、先に一般的な場合について説明し、その後に実際の色々な巻きについて、その様子、言葉の用法などを述べる。

## 表現

### 日本語
巻きの方向を表す語として、
- Z撚り（ゼットより、Z縒りとも）、S撚り（エスより、S縒りとも）
- Z巻き（ゼットまき、Z捲きとも）、S巻き（エスまき、S捲きとも）
- 右手（みぎて）、左手（ひだりて）、
- 右ねじ（みぎねじ）、左ねじ（ひだりねじ）

などがある。詳細は以下に解説する。「巻き」などの語句は省略される事もある。
「巻く」と「回る」はよく似ている。右/左巻きであるとも、また（反）時計回り、右、左回りとも思える場合もある。両方に取れる場合は、右巻きと時計回り（=右回り）、左巻きと反時計回り（=左回り）を、各々同義語とする事が多い。この場合も、混乱を招く場合がある。

### 英語
英語では、次のような表現がある。
- right-handed「右手（の、である）」、left-handed「左手（の、である）」
- s twist「S撚りまたはS巻き」、z twist「Z撚り、Z巻き」
- Helicity「螺旋の巻き方という性質を示す」 - 日本語に移したヘリシティーという言葉は自然科学分野で使われる。
- Chirality「ヘリシティーに類似した言葉」 - 日本語に移したキラリティーと言う言葉は化学の分野で、カイラリティと言う言葉は物理学の分野でよく使われる。
- 主に植物用語として、語源的に各々右巻き、左巻きを意味するdextrorse、sinistrorseという語、および幾つかの派生語がある。dextrorseはZ巻き、sinistrorseはS巻きを表す約束だが、混乱し易いので、あまり使われず、小型の辞書には掲載されていない。

なお、日本語の「右巻き」を直訳するとright-windingとなる。こういった表現は皆無ではないが、ほとんど目にしない。

## 巻き方一般について
右巻き、左巻きという区別が用いられる対象は、渦巻と螺旋の2種類がある。巻貝のように、見る方向によって、渦巻とも螺旋とも考えられるものもある。
「巻く」という語の与える意味合いには
- 収縮、収束、もしくは伸長、展開に、一定方向への回転や旋回を伴う事
- 一定の形状を持つ線状のもの、あるいは模様があり、線をたどる動作が1の意味で巻く事

がある。これ以外の意味を辞書で見つける事ができるが、この記事とは関係が無いので割愛する。

### 渦巻き

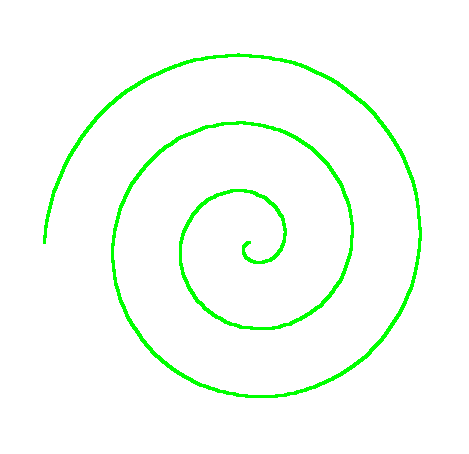
図-1 渦巻き

渦巻き（うずまき）は平面の中の巻きであり、2種類の巻き方がある。言葉で書くと、渦巻きを含む平面を正面に置いて、中心から外側に向かう際、
- 時計回りに見えるもの
- 反時計回りに見えるもの

がある。
多くの渦巻きは反対側からも見られるので、各々の渦の巻き方向を定義する際は、どちらから見るかを指定しなければいけない。以下に具体例を述べる時は、「上から見て、外側に向かう際、時計回りに見えるのを右巻きと呼ぶ慣例」などと書く。

### 螺旋

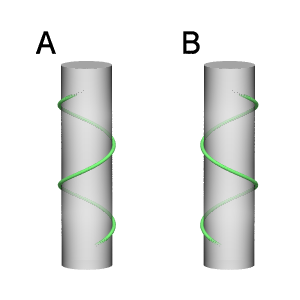

螺旋（らせん）の例は、ばね、正確にはコイルばね（つるまきばねとも言う）である。定義をすると、円柱を考え、その軸方向の一つに進みながら、一定方向に巻きつく様（さま）、形状である。なお、渦巻、つまり平面内のものを指して、螺旋と呼ぶ事もあるが、この項目では使わない。
螺旋の巻きには二種類ある、言葉で説明すると、不透明な円柱に糸を巻き付け、糸の見える部分、すなわち手前にある部分が
1. 右上と左下を結ぶもの（図-2（A））
2. 左上と右下を結ぶもの（図-2（B））

がある。
螺旋の巻き方の呼称は、混乱している。前者（図-2（A））を右巻き、後者（図-2（B））を左巻きと呼ぶ事が多いようだが、この方法も、逆の方法も、どちらも根拠があり、一方が合理的という事は無い。これについては、「右巻き、左巻き」の混乱の節で後述する。
螺旋の巻き方の名称には、統一されたものが無く、混乱している。以下にいくつか、何らかの分野で使われている呼び名で、矛盾なく定義されたものを紹介する。

#### Z巻き、S巻き
アルファベットの文字の形にちなみ、図-2（A）をZ巻き、（B）をS巻きとする呼ぶ方法がある。言葉で書くと、文字Z、Sの斜めの部分の違いに着目し、右上から左下に向かう部分のあるZを、螺旋の見えている部分の向きが一致する（A）の巻き方を、Z巻きと呼ぶ。S巻きも同様。
この呼び方は主にロープやケーブル、ワイヤーなどで使われている。螺旋の上下を180度回しても、手前と向こう側を回して入れ替えても、Z巻きはZ巻きに見える、合理的な呼び方である。類似の表現として、糸やロープ等の撚り方の呼称として一般的なZ撚り、S撚りがある。
アパレル業界においてはこの撚りに付いて、英語では上記の方向での用い方をするが、日本のアパレル業界においては左右の呼称が上記と反対になる。すなわち、撚られた糸を縦に置き、上を固定し下を「右方向（時計回り）に」回転して撚りをかける方向をS撚り、逆にZ撚りは左方向に縒りこれと全く反対になる。上記の図2の画像の解説にあるものと反対の解釈になる。
螺旋一般に通用する呼称が無いため、このページではロープ等以外を説明する為にも、Z巻き、S巻きの語を使うが、ロープ等以外の分野ではあまり使われているわけではないことを断わっておく。後述する「右手、左手」や「右ねじ、左ねじ」も同様である。

#### 「右巻き、左巻き」の混乱

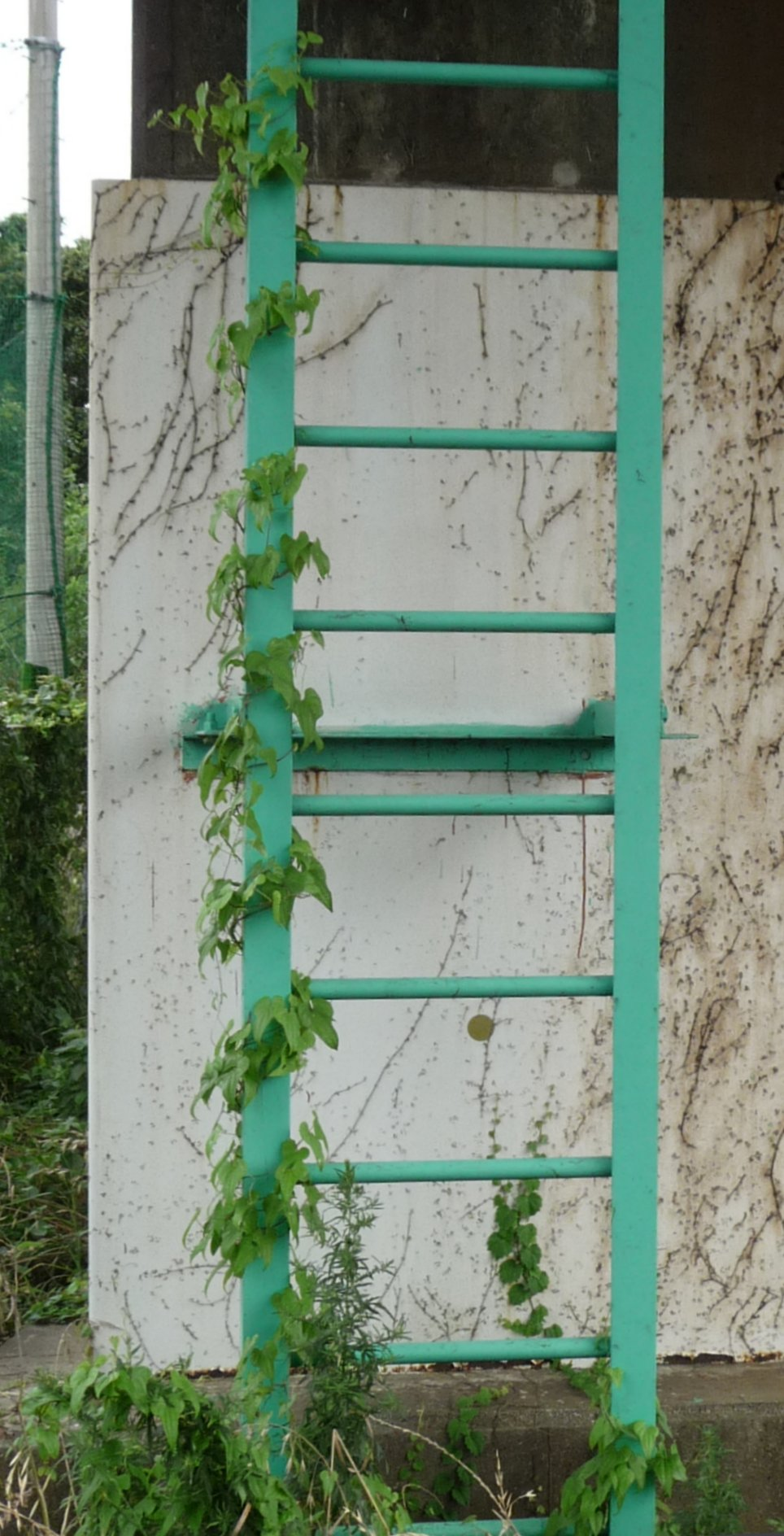
見えている手前が右上がりで金属製の梯子で成長する「つる」。地面から空に向かって左巻きに成長する。

特に、つる植物の巻き方を表す方法では、Z巻きを右巻きを呼ぶものとS巻きを右巻きと呼ぶもの、両者が使われており、混乱の原因になっている。
Z巻きを右巻きと呼ぶ根拠は、2つある。
- 縦に螺旋を置いたとき、見えている部分、すなわち手前の部分が、上がりながら、右に向かう。
- 後述する右手、右ねじからの連想。

S巻きを右巻きと呼ぶ根拠はこうである。巻き付くもの自身の立場からは、上へ行きながら右へ右へ巻いているから、というものである。螺旋階段を登りながら、右に曲がり続ける事から想像できる。
円柱を上から見て、（反）時計回りと呼べば解決する、という説もあるが、誤りである。たとえば、フジの幼木は上から見るのが自然だが、巨木は見上げるのが自然であり、上から、あるいは下から見るのが当然というわけではない。

#### 右手、左手
右手（みぎて）、左手（ひだりて）とは、螺旋の巻く方向の名称であり、日本の内外を問わず使われる。学術的にはこの語が使われることが多いが、分野にもよる。
螺旋が右手である、右手巻きであるとは、こういうことである。右手を握り、親指を立てる。螺旋の軸を、親指を出した方向に進む時、握った四本の指の付け根から、指先方向に巻きつくこと、これを言う。上述のZ巻きである。これは、電流の作る磁場の記憶法の姉妹版である。手の項目も参照の事。
右巻き、左巻きを使う習慣のある世界で、右手と言うと、右巻きと混同される可能性もある。
巻き方向を表すために、右ねじもよく使われる。
- 右ねじは右手、Z巻き
- 左ねじは左手、S巻き

に各々等しい。

### 混乱の原因
内に行くのか、外に行くのか。上に向かうとしたら、どの部分がそうなのか、等、選び方が複数ある所に、一つを選んで左右の語をあてはめることが、一つの問題である。
また、巻き方の名称と、定義、記憶法、この三つを区別しなければ、混乱に陥る可能性がある。逆に、これらが良く一致する名称は、混乱の余地が少ないと言える。
より深い原因については、このページの考察の節を参照の事。

### 辞書による説明
『広辞苑』（第五版）、『大辞林』（初版）、『新明解国語辞典』（第四版）などの代表的な辞書による「右巻き」等の説明は、十分ではない。「右巻き」の項が無い辞書もある。一方「左巻き」は「変わり者」の意味と対比させて、巻き方の説明がある。それらは「左回り」もしくは「反時計回り」とされている。
渦巻に限っても、左巻きが反時計回りであるとしたところで、左に行きながらに外側に向かうのか、内側に向かうのかをはっきりさせなければ、説明にはならない。螺旋の場合は更に丁寧な説明を要する事は、本記事に見る通りである。
なお、「左巻き」や「左回り」が反時計回りであるというのは、渦の中心の上側が左に向かう、とする立場である。下側ではなく上側に着目するのが、人間の認識、本能の形なのかもしれないが、不詳である。

### 螺旋の呼称のまとめ
以下に挙げた内、「右巻き、左巻き」以外は、矛盾の無い定義である。
右巻き、左巻き
従来から良く使われており、言葉自体は馴染みがある。統一された定義がない分野もある。図鑑でこの語を見たら、図を見て確認することが望ましい。
右手、左手 右ねじ、左ねじ
矛盾のない定義であり、主に学術的な分野で、国際的にも使われる。
S撚り、Z撚り
糸、紐、ロープ、ワイヤーなど専用の、矛盾のない定義。視覚的表現。
S巻き、Z巻き
矛盾のない定義。主に糸、紐、ロープ、ワイヤー等に使われる。それ以外にも使われるのを見かけるが、まれである。視覚的表現なので、雌ねじのねじ山のように、普通と見える位置が逆のものには、紛らわしい。
「巻き」等の送り仮名は省略される事もある。
一つの分野で常識の用語でも、他でそうとは限らない。ねじ回しを持った事のある人には右ねじは良く分かるが、そうでない人も多い。

## 具体例

### 巻貝

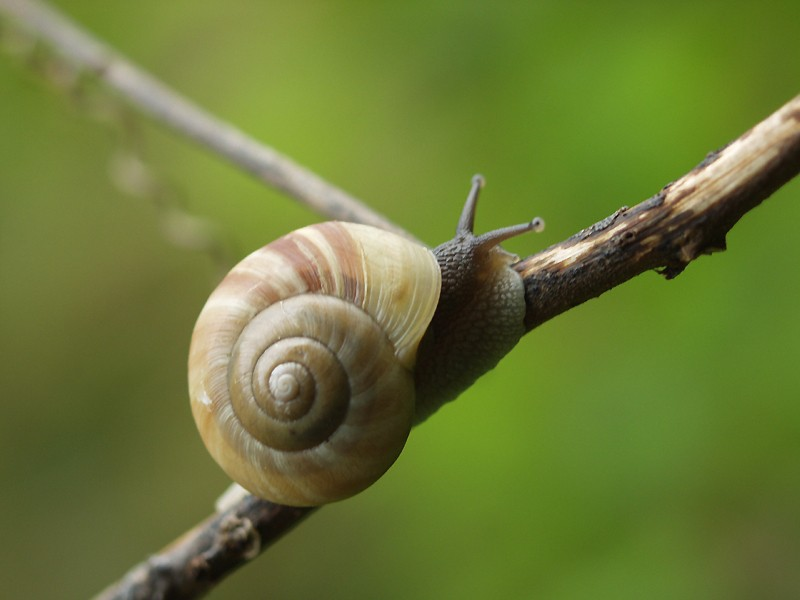
カタツムリ

巻貝の場合、とがった部分を上に向けて置き、上から眺めて向きを判断する。中心から外側に向かう様子を上から見て、時計回りの時、右巻きと呼ぶ習慣になっている。横から眺めると、Z巻きである。巻貝の多くは右巻きであると言われている。
他の記憶法として、次のようなものがある。巻貝の頂点を上に置き、横から眺める。穴を見える位置に置いた時、それが右なら右巻き、左なら左巻きとする、というものである。

### つる植物

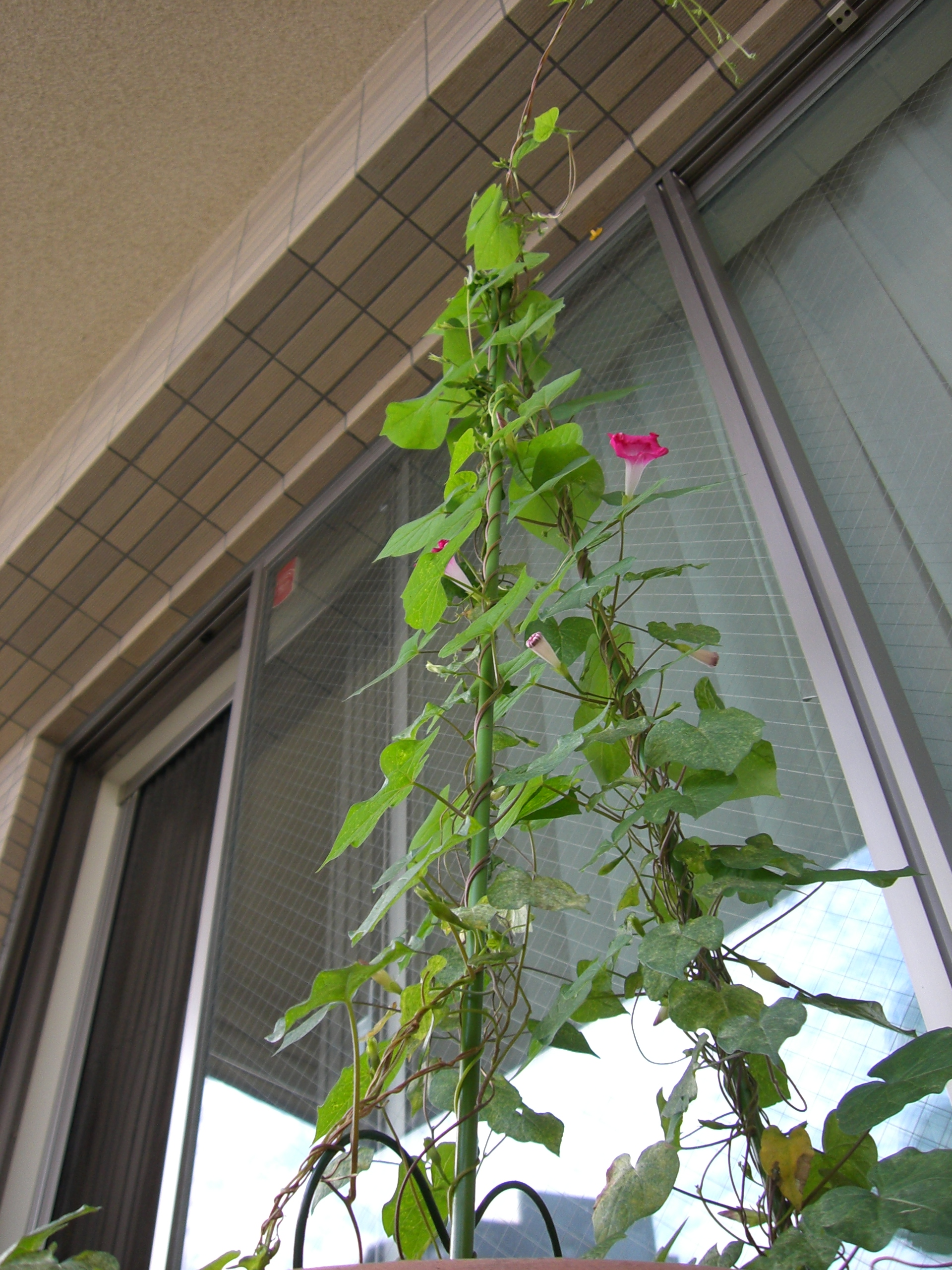
アサガオの「つる」

つる植物の巻き付き方向は、通常右巻き、左巻きの語が用いられている。
しかし、Z巻きを右巻きと呼ぶ方法と、S巻きを右巻きと呼ぶ方法の両方が使われている。図鑑でこの語を見たら、図を見て確認することが望ましい。
昔はS巻きを右巻きと呼ぶ事があったが、最近はZ巻きを右巻きと呼ぶ事が多い。学際的、国際的に使われる右手という表現の「右」に合わせるため、というのが一つの理由である。
「右手、左手」に関して、次の事を注意しておく。わかりにくいと思ったら、無視しても良い。このページで説明をした定義は、他の分野で広く使われるものである。しかし、つる植物の世界では、（他の分野とは逆に）右巻きをS巻きと定義した時、記憶法として右手を使う場合がある。
また、「右手、左手」は矛盾なく定義された語だが、右手と言った時、相手が従来の右巻きと誤解する可能性もある。いずれにせよ、つる植物の巻き付き方向の名称で、曖昧さがなく、しかも広く受けいれられているものは、2006年5月の時点では無い。
英語では、上から見て時計の針と同じ方向に、下から上にむけて巻き上がるのを dextrorse といい、その反対を sinistrorse という。
マメ科のフジはS巻き（左手、左ねじ）だが、ヤマフジはZ巻き（右手、右ねじ）であり、この違いは種の同定する時の判別ポイントの一つとなる。
S巻きの植物の例
マツブサ科マツブサ、マメ科フジ・ナツフジ
Z巻きの植物の例
ツツラフジ科ツヅラフジ・コウモリカズラ・アオツヅラフジ、アケビ科アケビ・ミツバアケビ、マメ科ヤマフジ、ヒルガオ科アサガオ
他
キキョウ科ツルニンジン・バアソブ、タデ科ツルドクダミのように、同一個体が両方の巻きを取り得るものもある。
また、ラン科のネジバナには「ひだりまき」という別名がある（実際にはその巻き方向は一定ではない）。

### ねじ

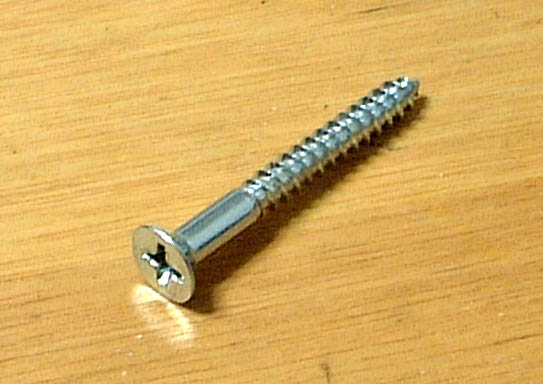
ねじ

ねじの巻き方向は2種類あり、片方を右ねじ、もしくは単に右などと呼ぶ。他方は左ねじあるいは逆ねじと呼ぶ。
右ねじとは、ねじ頭を手前に、螺旋部分を向こう側にした時、時計回りに回すと、奥に進む、すなわち締め付けられるものを言う。
ほとんどのねじは、右ねじであり、逆ねじは特殊な用途にのみ用いる。例えば水道の蛇口やディスクグラインダーの刃など、ねじで固定するもの自体がねじ頭の役割をしたり回転するとき等に用いられる。
右ねじが多いのは、右利きが多く、右手にねじ回しを持つと、右ねじは締める時に力が入り易いためである。
螺旋を表すために、右ねじの語を使うことも多い。右ねじと同じ方向に巻くものが、右ねじである。ねじは雄ねじと雌ねじがあるので、溝の形状に着目してZ巻き、S巻きと呼ぶより、こう考えた方が確実である。

### 紐状のもの

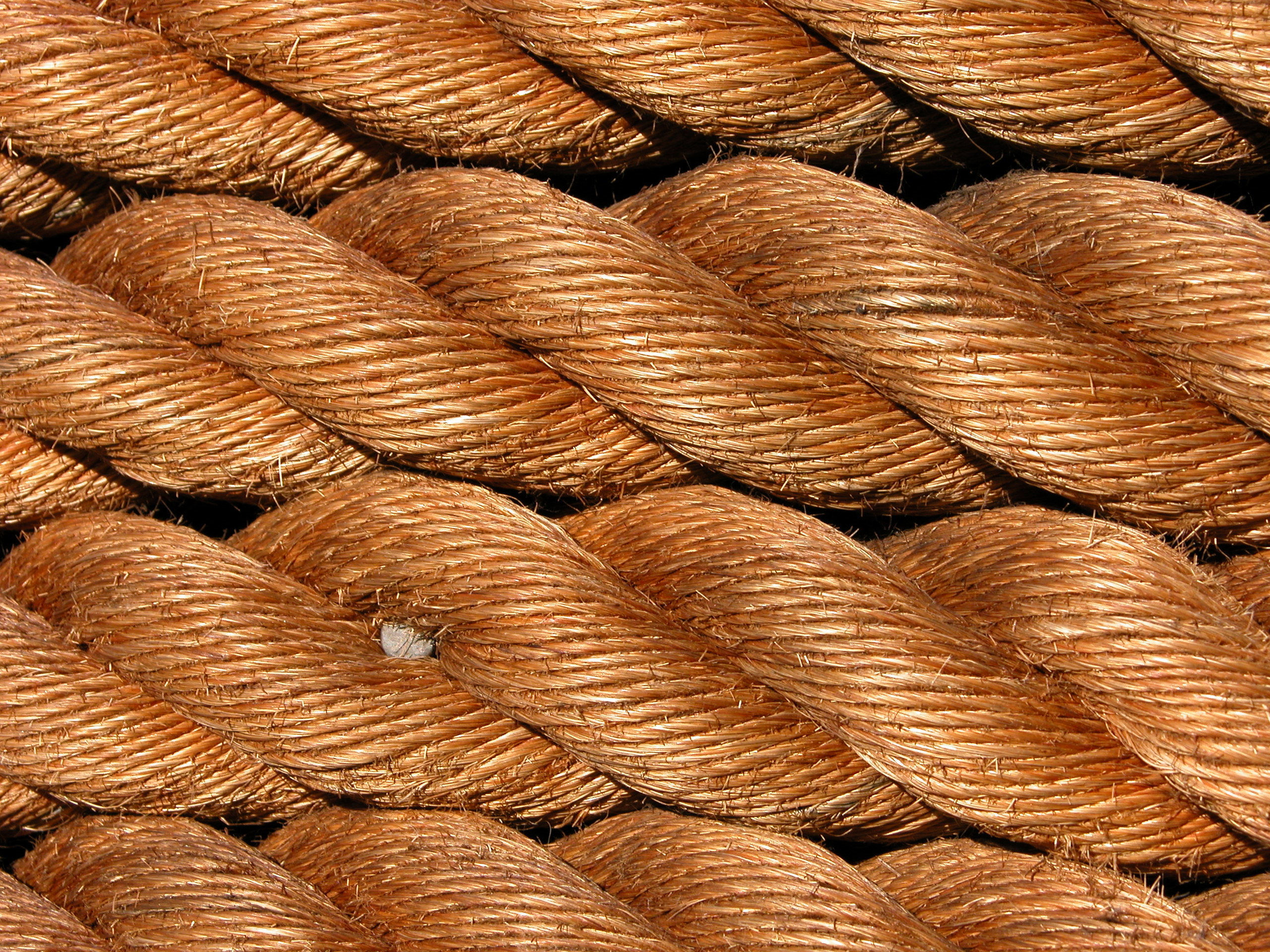
拡大したロープの表面

糸、紐、ロープ、ワイヤーなどでは、細い単位を撚り合わせて、より太く、丈夫なものを作る事がきわめて多い。これらに関しては、Z撚り、S撚り、またはZ巻き、S巻き、の名称が一般的に使われ、ISO 2として標準化されている。天然の繊維を糸にするには撚りが必要であり、撚りの無い糸は無いからである。「右巻き、左巻き」も目にするので、傾向として、
- 右巻き＝右手＝Z巻き
- 左巻き＝左手＝S巻き

であることを記しておく。
撚りの組合せは実用上重要である。撚りは戻ろうとする傾向を持つ為である。
たとえば、紐を編んでロープを作る際、各々の紐がS撚りならば、紐同士を編む時はZ巻きにするのが普通である。これをS撚りZ巻きと呼ぶ。ロープの編みの戻ろうとする方向と、紐の撚りの戻る方向が逆になるので、戻る事ができず、安定する為である。
S撚りS巻きやZ撚りZ巻きにも用途がある。たとえば洋ロウソクの芯で、燃え残りを防ぐ為に使われる。これは、撚りの戻りやすさを利用している。
三つ編みは、S巻きでもZ巻きでもない。また毛糸玉など、巻いてはいるが、どちらの巻き方とも言えないものもある。

### DNA
DNAの二重螺旋を形状で分けると、最も多いB型の他に、AとZがある。AとBは右手すなわちZ巻きで、Zは左手すなわちS巻きである。Z-DNAのZは、英語でジグザグを意味するzig-zagから取られており、Z巻きではない。実際、英語でZ-DNAのことをzig-zag DNAとも呼ぶ。

### 素粒子
素粒子物理学において、粒子のスピンの回転方向は粒子の性質に深く関わっている。特にニュートリノは、現在、左巻きの粒子しか見付かっていない。

### サインポール

サインポール

サインポール（理容店の看板）は、日本ではZ巻き（右手、右ねじ）が多い。右図「サインポール」は、その回転方向が、右ネジが地面に向かって進む向きとなっている例である。

### 巴紋
巴紋では左右の区別がなされる事も多いが、その意味するところは時代などにもより、必ずしも一定しない。

### つむじ
他人の頭のつむじを見て、中心から外側に向かう際、時計回りなものを右巻きと呼ぶ習慣である。
なお、左巻きのつむじに関する俗説より、左巻きの人と言うと、変わり者を指すようになったと、言われている。少数派が悪く言われるのが普通だが、実際のところ、左巻きのつむじが極端に少ないことはない。
「左巻き」という言葉が左翼に対する蔑称として使われることもあるが、「右巻き」という言葉が右翼に対する蔑称として使われることはない。

### 人物、性格
「左巻きの人」と言うと、馬鹿者・捻くれ者の意味である。逆に、「右巻き」という褒め言葉は無い。前節「つむじ」も参照の事。

### 苗字
丹羽基二著『日本苗字大辞典』には、
- 「右巻」と書いて、「みぎまき」と読む苗字
- 「左巻」と書いて、「さまき」と読む苗字
- 「みぎまき」と読む苗字として、「右巻」

が収録されている。「ひだりまき」と読む苗字や、他の読み方については収録されていない。

## 考察
日常生活において、渦巻や螺旋がどちらに巻いているかを厳密に問われることはない。このため、多くの人は巻きの方向を区別できる明確な概念を持たず、そのような語の認知度も低い。その一方で、馴染みのある右巻き、左巻きの語に対して「螺旋」は、明確な概念を伴わないうえに、そのことが一般に認識されていない。このことが混乱を抑えにくい一因になっていると思われる。